# Marmarospondylus
Marmarospondylus ('marmer [verwijzing naar de Forest Marbleformatie] wervel') is een dubieus geslacht van uitgestorven sauropode dinosauriërs uit afzettingen uit het Midden-Jura in de Engelse Midlands.
Marmarospondylus robustus werd in 1875 benoemd door Richard Owen als een soort van het geslacht Bothriospondylus uit het Laat-Jura. Het holotype NHMUK R.22428, een ruggenwervel, werd gevonden in de Forest Marbleformatie uit het Bathonien in Bradford-on-Avon, Wiltshire. Owen bedacht zelf in een addendum bij dezelfde publicatie de nieuwe geslachtsnaam Marmarospondylus voor Bothriospondylus robustus, vermoedelijk omdat het taxon geologisch ouder is dan Bothriospondylus suffossus. Recente publicaties hebben Marmarospondylus behandeld als een nomen dubium, een dubieus lid van de Macronaria.